# Michał Brzostowski (1782–1852)
Michał Brzostowski z Mołotkowa herbu Strzemię (ur. 1782, zm. 4 lub 11 sierpnia 1852 w Białozórce) – polski hrabia, podpułkownik wojsk polskich, właściciel dóbr ziemskich.

## Życiorys
Hrabia Michał Brzostowski z Mołotkowa wywodził się z II linii rodu Brzostowskich herbu Strzemię. Urodził się w 1782. Był synem Aleksandra (zm. 1820) i Anny z domu Wodzińskiej herbu Jastrzębiec.
W 1808 jego żoną została hr. Konstancja Krasicka herbu Rogala z Liska, podkomorzankę wielką koronną galicyjską, córkę hr. Ignacego Krasickiego ze Stratyna (zm. 1879) i Magdaleny z Bielskich herbu Jelita (kasztelanki halickiej). Ich córkami były:  Marianna Magdalena Malwina (żona ks. Marcina Sapiehy) i Maria Aniela (żona hr. Edmunda Krasickiego, zm. 1908).
Był oficerem wojsk francuskich i wojskowym Armii Księstwa Warszawskiego. Odbył kampanię w 1809 (wojna polsko-austriacka). Został podpułkownikiem wojsk polskich z 1812 tj. podczas kampanii napoleońskiej. Pełnił funkcję adiutanta ks. Józefa Poniatowskiego.
Został dziedzicem i właścicielem dóbr Mołotków, Stratyn (w tym tamtejszy zamek), Medwedowce, Białozórka (w tym tamtejszy pałac), Bobulińce. Legitymował się w Królestwie w 1844.
Zmarł 4 lub 11 sierpnia 1852 w Białozórce. II linia Brzostowskich wygasła po mieczu.

## Odznaczenia
- Krzyż Złoty Orderu Virtuti Militari[7]
- Legia Honorowa – I Cesarstwo Francuskie (1812)[7]
- Order Świętego Włodzimierza – Imperium Rosyjskie (1807)[7]
- Order Świętego Jerzego – Imperium Rosyjskie[7]